# Pouteria multinervis
Pouteria multinervis är en tvåhjärtbladig växtart som beskrevs av Terence Dale Pennington. Pouteria multinervis ingår i släktet Pouteria och familjen Sapotaceae.
Artens utbredningsområde är Papua Nya Guinea. Inga underarter finns listade i Catalogue of Life.